# Cryptomastix magnidentata
Cryptomastix magnidentata är en snäckart som först beskrevs av Henry Augustus Pilsbry 1940.  Cryptomastix magnidentata ingår i släktet Cryptomastix och familjen Polygyridae. IUCN kategoriserar arten globalt som sårbar. Inga underarter finns listade i Catalogue of Life.